# Richard C. Meredith
Richard Carlton Meredith (Alderson, 21 ottobre 1937 – 8 marzo 1979) è stato un autore di fantascienza statunitense.

## Biografia
Primo figlio di Joseph e LaVon Meredith, durante la seconda guerra mondiale la famiglia si trasferì a St. Albans, non lontano dalla capitale dello stato del Virginia Occidentale, Charleston, dove il padre aveva trovato lavoro come tecnico in un laboratorio industriale che cercava di perfezionare la gomma sintetica usata all'epoca per sostituire il prodotto naturale, le cui fonti erano cadute in larga misura ai giapponesi.
Fu in questi anni che Richard, durante il liceo e il primo anno d'università, si avvicinò alla lettura della fantascienza, mostrando interesse per i romanzi di Robert A. Heinlein. Nel 1950 comprò la sua prima copia della rivista Astounding di John W. Campbell, di cui collezionò tutti i numeri fino alla morte dell'editore nel 1971. In questo periodo iniziò a scrivere i primi racconti, pur essendo intenzionato a diventare astronomo.
Nel 1956, a seguito di un peggioramento della situazione economica in West Virginia, la famiglia si trasferì in Florida, dove, non riuscendo a trovare altro impiego, Richard si arruolò volontario nell'esercito, allo scopo di frequentarne i corsi ed acquisire così una qualifica specializzata. Divenne così un tecnico dei sistemi a microonde e fu anche istruttore di teoria delle comunicazioni e navigazione aerea. Tornato civile, raggiunse i suoi a Pensacola e si iscrisse all'università. In quest'epoca scrisse i suoi primi racconti d'azione, che furono pubblicati su riviste per soli uomini. La prima figlia, Kira Chimene, nacque dal matrimonio con la seconda moglie Joy Gates.
Solo in seguito, nel 1969, quando ormai era padre di altri tre figli (due gemelli, Jefferson Conan e Derek Carlton, e un altro maschio, Rand Calvin), la Ballantine Books acquistò e pubblicò i suoi primi due romanzi, Il cielo è pieno di navi (The Sky is Filled with Ships) e We All Died at Breakaway Station.
Nel 1970 si iscrisse di nuovo all'università, e oltre che come scrittore prese a lavorare come grafico, per mantenere la numerosa famiglia. Fu anche segretario di redazione di un settimanale della Florida, la Press Gazette, di cui curava anche la pagina dei fumetti. Nel 1973 apparve il suo primo volume rilegato, Mercenari del tempo (At the narrow passage), pubblicato dalla Putnam's Sons. Fu poi scrittore di libri di narrativa, di poesie erotiche, collaborò con altre testate giornalistiche e stazioni televisive e fu pittore di quadri ad olio.
Nel 1975 la sua esistenza fu funestata dalla morte del figlio Jeff, annegato durante una gita in barca. Meredith morì nel 1979, a causa di un'emorragia cerebrale, a 41 anni.

## Opere

### Romanzi
- Trilogia Timeliner :
  - Mercenari del tempo (At the Narrow Passage, 1973)
  - No Brother, No Friend (1976)
  - Vestiges of Time (1978)
- We All Died at Breakaway Station (1968 in Amazing Stories, quindi pubblicato come romanzo integrale nel 1969)
- Il cielo è pieno di navi (The Sky Is Filled with Ships, 1969)
- Run, Come See Jerusalem! (1976)
- The Awakening (1979)

### Racconti
- Choice of Weapons (1966)
- To the War is Gone (1966)
- The Fifth Columbiad (1966)
- The Longest Voyage (1966)
- Hired Man (1970)
- Earthcoming (1970)
- The Future Is Now (1970)
- Time of Sending (1978)
- Cold the Stars are, Cold the Earth (1978)